# Elizabeth Wurtzel
Elizabeth Lee Wurtzel (Nueva York, 31 de julio de 1967-ibíd., 7 de enero de 2020) fue una escritora y periodista estadounidense, conocida por la publicación de la novela autobiográfica Prozac Nation (Nación Prozac) en 1994.

## Biografía
Wurtzel nació en Nueva York en el seno de una familia judía. Sus padres se divorciaron cuando aún era muy joven. Describió en sus memorias que sufrió de depresión desde los diez hasta los doce años. Asistió a Ramaz School en la ciudad de Nueva York. Mientras estudiaba en la Universidad de Harvard escribió para The Harvard Crimson y The Dallas Morning News. Fue despedida en el año 1988 de The Dallas Morning News tras ser acusada de plagio.
Licenciada por la Universidad de Harvard y Juris Doctor por la Escuela de Leyes de la Universidad de Yale.
Wurtzel recibió en el año de 1986 el Rolling Stone Premio al Periodismo Universitario. Wurtzel se mudó a Greenwih Village en la ciudad de Nueva York.
En 2015 fue operada de doble mastectocmía al serle detectada una mutación del gen BRCA. Falleció en Manhattan a los cincuenta y dos años a causa de un cáncer de mama el 7 de enero de 2020.